# NGC 337
NGC 337 é uma galáxia espiral barrada (SBcd) localizada na direcção da constelação de Cetus. Possui uma declinação de -07° 34' 41" e uma ascensão recta de 0 horas, 59 minutos e 49,9 segundos.
A galáxia NGC 337 foi descoberta em 10 de Setembro de 1785 por William Herschel.